# Minka Grønvold

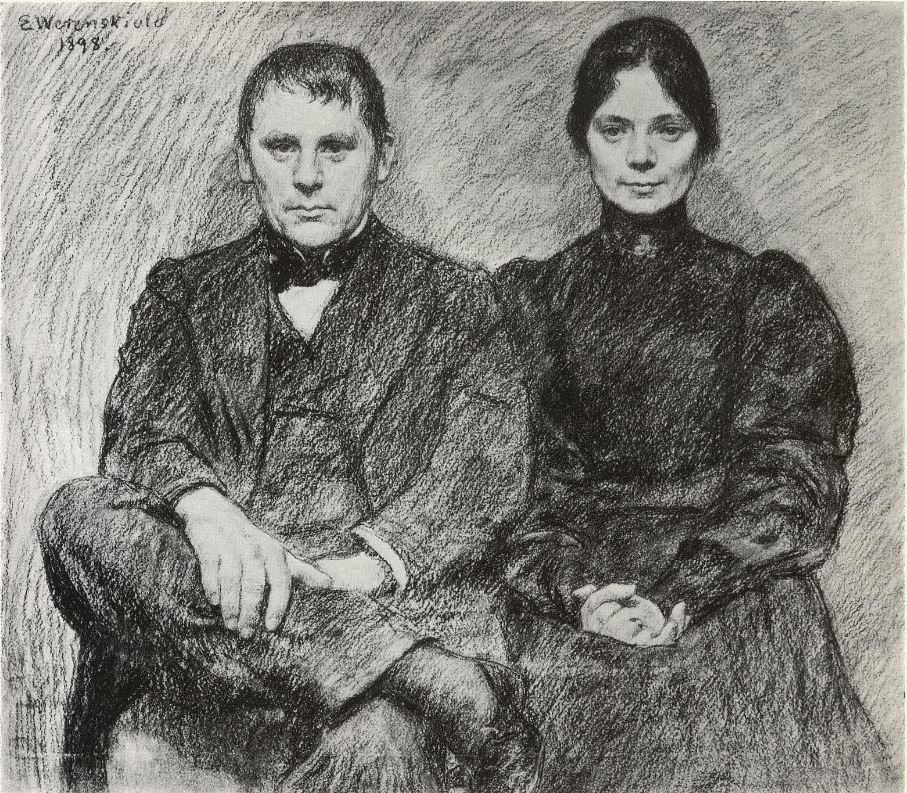
Bernt und Minka Grønvold, 1898 porträtiert von Erik Werenskiold

Hermine (Minka) Grønvold, auch Grönvold, geb. Hermann oder Herrmann (* 6. Mai 1862 in Reutte; † 2. November 1931 in Berlin), war eine österreichisch-deutsche Malerin und Zeichnerin.

## Leben
Minka Hermann war eine Tochter des Fabrikanten Friedrich Carl Hermann und dessen Ehefrau Bertha, geb. Schöner. Sie wurde in der Tiroler Gemeinde Reutte geboren, wo ihr Vater 1855 eine Textilfabrik aufgekauft hatte, die er als „k.k. privilegirte Spinnerei und Weberei F.C. Hermann“ weiterführte. Ihre Schwester Hedwig heiratete 1881 den norwegischen Maler Marcus Grønvold (1845–1929), mit dem sie in München lebte.
Minka Hermann studierte 1883 an der Münchner Damenakademie. Im gleichen Jahr lernte sie im Haus ihrer Schwester ihren zukünftigen Ehemann kennen, den Maler Bernt Grønvold (1859–1923), der ein Bruder von Marcus Grønvold war. 1885 verlobten sie sich. Ab den 1890er Jahren lebte das Ehepaar in Sarntal in Südtirol. Außerdem hatten sie eine Wohnung in Berlin. Selten reisten sie nach Norwegen.
Minka Grønvold stellte mehrfach zusammen mit Bernt Grønvold aus, beispielsweise 1898 bei Blomqvist in Oslo und 1899 im Kunstsalon Keller und Reiner in Berlin. Ihre Werke wurden reproduziert und insbesondere in Norwegen sehr populär.
Aufgrund eines Armbruchs gab Bernt Grønvold in den 1890ern die Malerei auf und wurde vor allem als Kunstsammler und kunsthistorischer Schriftsteller bekannt. Durch das väterliche Erbe von Minka Grønvold waren beide finanziell abgesichert. Das Ehepaar pflegte regelmäßig Umgang mit bildenden Künstlern und Intellektuellen. Minka Grønvold war unter anderem mit Walther Rathenau befreundet. In Rathenaus Biografien wird darüber spekuliert, ob sie zu den drei Frauen gehörte, für die er laut einem Brief erwiderte Liebe empfunden hatte.
Nach dem Tod ihres Mannes verwaltete Minka Grønvold die Kunstsammlung und überließ Teile davon verschiedenen Museen. So stiftete sie der Bergen Billedgalleri elf Gemälde von Erik Werenskiold und verkaufte der Berliner Nationalgalerie einige Werke von Friedrich Wasmann.
1931 starb Minka Grønvold im Alter von 69 Jahren in Berlin.

## Werk

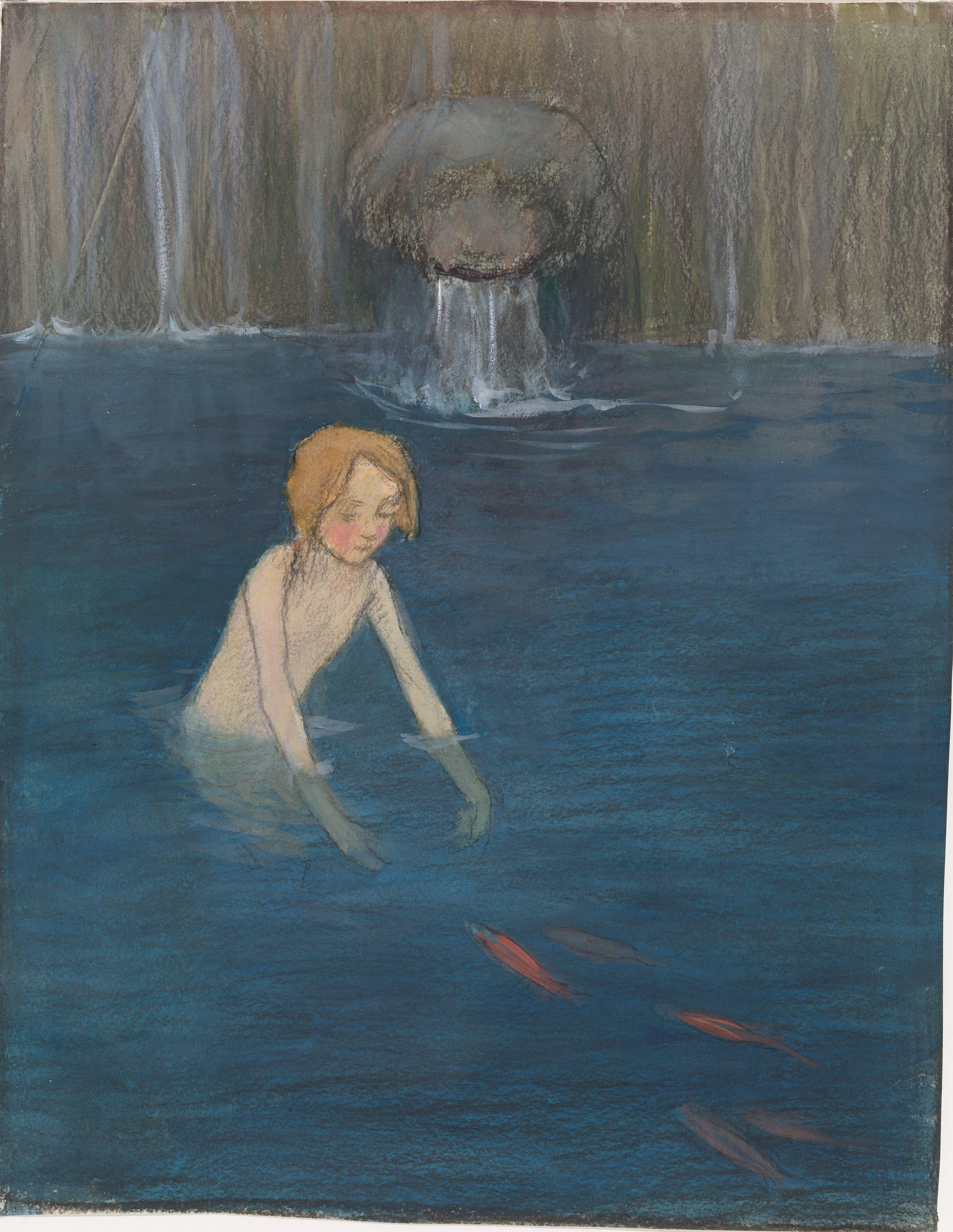
Badende jente, Nationalmuseum Oslo

Minka Grønvold malte hauptsächlich in Pastell und Aquarell. Sie setzte aber auch Gouache, Kohle und Bleistift ein. Zu ihren bevorzugten Motiven gehörten Frauen und Kinder, die sie in traumhaften, poetischen Situationen darstellte. Indirekt nahm sie damit Bezug auf den Symbolismus. Ihre Zeichnungen weisen die für die 1890er Jahre charakteristische Flächigkeit auf.
Zwölf ihrer Werke befinden sich in der Sammlung des Nationalmuseums Oslo, das sie 1898 ankaufte.
Werke (Auswahl)
- Gutt som drikker av en skål (Junge trinkt aus einer Schüssel), Kohle auf Papier, 392 × 293 mm, Nationalmuseum Oslo (Ankauf 1898)
- Engel med glorie på kne ved elvebredden (Engel mit Heiligenschein kniet am Flussufer), 1897, Kohle, Pastell und Aquarell auf Papier, 599 × 445 mm, Nationalmuseum Oslo
- Gammel kvinne og ung kvinne med barn på armen, Tyrol (alte und junge Frau mit Kind am Arm, Tirol), zwischen 1894 und 1898, Aquarell und Kohle auf Papier, 381 mm × 515 mm, Nationalmuseum Oslo
- To badende kvinner (zwei badende Frauen), 1896, Kohle und Pastell auf Papier, 393 × 509 mm, Nationalmuseum Oslo
- Sittende kvinne (sitzende Frau), 1896, Kohle auf Papier, 578 × 431 mm, Nationalmuseum Oslo
- Badende kvinne (badende Frau), 1896, Aquarell und Kohle auf Papier, 366 × 491 mm, Nationalmuseum Oslo
- Ung kvinne ved havet (junge Frau am Meer), 1896, Aquarell, Kohle und Gouache auf Papier, 578 × 431 mm, Nationalmuseum Oslo
- Ung badende kvinne og fugl (junge badende Frau und Vogel), 1896, Pastell, Kohle und Bleistift auf Papier, 347 mm Height: 458 mm, Nationalmuseum Oslo
- Ung kvinne i selskapskjole (junge Frau im Cocktailkleid), vor 1898, Pastell und Kohle auf Papier, 392 × 293 mm, Nationalmuseum Oslo
- Badende jente (badendes Mädchen), vor 1898, Kohle, Aquarell und Pastell auf Papier, 348 × 272 mm, Nationalmuseum Oslo
- Jente ved ovnen (Mädchen am Ofen), zwischen 1894 und 1898, Aquarell und Kohle auf Papier, 394 × 615 mm, Nationalmuseum Oslo
- Ung kvinne og jente (junge Frau und Mädchen), 1890er Jahre, Aquarell und Bleistift auf Papier, 168 × 155 mm, Nationalmuseum Oslo